# جورج باریت
جورج باریت، (به انگلیسی: George Barrett) (زاده ۱۹۵۷) کارآفرین و مدیر ارشد اجرایی آمریکایی است، که در حال حاضر به‌عنوان مدیر عامل اجرایی و رییس هیئت مدیره شرکت کاردینال هلت فعالیت می‌نماید. وی عضو هیئت مدیره شرکت‌های ایتن و صنایع دارویی تیوا نیز می‌باشد.